# عابر (خنفر)
عابر هي إحدى قرى عزلة جعار بمديرية خنفر التابعة لمحافظة أبين، بلغ تعداد سكانها 193 نسمة حسب تعداد اليمن لعام 2004.